# Prosper Grech
Prosper Grech O.S.A. (Birgu, 23 de desembre de 1925 - Roma, 30 de desembre de 2019) fou un frare agustí maltès, que co-fundà l'Institutum patristicum Augustinianum a Roma, i que va ser creat cardenal pel papa Benet XVI.
Fou el primer cardenal maltès en 168 anys, i el primer cardenal agustí després de 111 anys.

## Biografia
Grech va néixer com a Stanley Grech a Vittoriosa, Malta. Estudià al Lyceum. Mentre que Malta va ser assetjada durant la Segona Guerra Mundial, Grech serví com a artiller a l'Artilleria reial de Malta.
S'uní a l'orde de Sant Agustí el 1943, realitzà la professó religiosa el 8 d'octubre de 1944, i sent ordenat prevere el 25 de març de 1950 a la basílica de Sant Joan del Laterà. Estudià filosofia al Priorat de Sant Marc, a Rabat, Malta, i teologia al Col·legi de Santa Mònica de Roma. Es doctorà en teologia per la Pontifícia Universitat Gregoriana el 1953; assolint una llicenciatura en Sagrada Escriptura al Pontifici Institut Bíblic el 1954, i una diplomatura en psicologia de l'educació per la universitat de Friburg el 1951. Realitzà una investigació en llengües semítiques a les universitats d'Oxford (1957-1958) i Cambridge (1958-1959).

### Ensenyament
El 1959 el pare Grech va ser nomenat professor al Col·legi Teològic dels Agustins de Rabat. També exercí de secretari del Vicariat de la Ciutat del Vaticà i professor a l'Institut Agustiniàde Roma. Durant la seva estança a Roma un dels seus deures era vestir els Papes Joan XXIII i Pau VI per a les seves funcions litúrgiques. Durant el conclave de 1963 se li demanà personalment escoltà en confessió el cardenal Giovanni Battista Montini un parell d'hores abans de la seva elecció com a Pau VI. Al 1970, conjuntament amb el pare Trapé, fundà l'Institutum patristicum Augustinianum, adjunt a la Universitat Lateranense de Roma, presidint-lo entre 1971 i 1979. És membre de la Societas Studiorum Novi Testamenti (SNTS)i de la Pontifícia Comissió Bíblica.
Dictà conferències més de 30 anys al Pontifici Institut Bíblic de Roma sobre hermenèutica. Va ser professor de teologia bíblica a la Universitat Laternanese, conseller de la congregació de la doctrina de la Fe i secretari de la província agustiniana de Malta. També va ser nomenat visitador apostòlic pels seminaris a l'Índia.
Fou autor de diversos articles i publicacions, ha presentat conferències sobre la Bíblia, l'hermenèutica i la patrística. Organitzà o participà en diverses reunions, tant a nivell local com internacional, sobre aquests temes. Va ser professor a la Accademia dei Lincei de Roma i al Consiglio Nazionale delle Ricerche, i va col·laborar a l'enciclopèdia italiana Treccani.
El 13 de desembre de 2011 va ser nomenat Company de l'Orde Nacional del Mèrit de la República de Malta.

### Cardenalat
El Papa Benet XVI anuncià el 6 de gener de 2012 que promouria al Col·legi Cardenalici el pare Grech, conjuntament amb 21 homes més, al consistori que se celebraria el 18 de febrer següent. Rebé l'consagració episcopal el 8 de febrer de 2012 a la cocatedral de La Valetta de mans de l'arquebisbe Paul Cremona arquebisbe de Malta, sent assistit per l'arquebisbe Giuseppe Versaldi, President de la Prefectura d'Afers Econòmics de la Santa Seu, i del bisbe Mario Grech, bisbe de Gozo. A la cerimònia van estar presents el President de Malta George Abela, el primer ministre Lawrence Gonzi, el cap de l'oposició Joseph Muscat i una gran congregació que incloïa sacerdots agustins, encapçalats pel seu Superior General, el pare Robert F. Prevost. Va prendre possessió de la seva diaconia titular el 21 d'abril de 20102.
El 12 de març de 2013, abans de l'inici de les operacions de vot del conclave, el cardenal Grech realitzà una meditació als cardenals electors. No va poder ser cardenal elector car havia estat creat cardenal després d'haver acomplert els 80 anys.

## Honors
Company de l'orde Nacional del Mèrit de la República de Malta – 13 de desembre de 2011